# Teatro Trans-Misisipi

Mapa del Teatro Trans-Misisipi indicando las principales batallas libradas allí.

El Teatro Trans-Misisipi de la guerra civil estadounidense es el nombre que engloba las principales operaciones militares al oeste del Río Misisipi. Hay consenso de que esta área excluye los estados y territorios que bordean el Océano Pacífico, que formaron el Teatro de la Costa del Pacífico de la guerra civil estadounidense (1861-1865).

## Principales acciones

### 1861
La actividad en este teatro en 1861 estuvo dominada en gran medida por la disputa sobre el estatus del estado fronterizo de Misuri. La Guardia Estatal de Misuri, aliada con la Confederación, obtuvo importantes victorias en la Batalla de Wilson's Creek y la Primera Batalla de Lexington. Sin embargo, fueron expulsados en la Primera Batalla de Springfield. Un ejército de la Unión bajo el mando de Samuel Ryan Curtis derrotó a las fuerzas confederadas en la Batalla de Pea Ridge en el noroeste de Arkansas en marzo de 1862, solidificando el control de la Unión sobre la mayor parte de Misuri. Las áreas de Misuri, Kansas y el Territorio Indio (actual Oklahoma) estuvieron marcadas por una extensa actividad guerrillera durante el resto de la guerra, siendo el incidente más conocido la infame masacre de Lawrence en la ciudad unionista de Lawrence, Kansas, en agosto de 1863.

### 1862-1863
En la primavera de 1862, las fuerzas confederadas empujaron hacia el norte a lo largo del Río Grande desde El Paso, Texas, a través del Territorio de Nuevo México, pero fueron detenidas en la Batalla de Glorieta Pass (26-28 de marzo de 1862). En 1863, el General Edmund Kirby Smith tomó el mando del Departamento Confederado Trans-Misisipi, e intentó sin éxito aliviar el asedio de Vicksburg por el Teniente General Ulysses S. Grant en las riberas orientales opuestas del río Misisipi en el estado de Misisipi. Como resultado de la larga campaña / asedio y rendición en julio de 1863 por el General John C. Pemberton, la Unión ganó el control de todo el río Misisipi, dividiendo la Confederación. Esto dejó al Departamento de Trans-Misisipi casi completamente aislado del resto de los estados confederados al este. Llegó a ser apodado y conocido como "Kirby Smithdom", lo que pone de relieve la falta de control directo del Gobierno de la Confederación sobre la región.

### 1864-1865
En la Campaña del Río Rojo de 1864, una fuerza estadounidense bajo el mando del general de división Nathaniel P. Banks intentó hacerse con el control del noroeste de Luisiana, pero se vio frustrada por las tropas confederadas comandadas por Richard Taylor. La incursión de Price, un intento encabezado por el general de división Sterling Price de recapturar Misuri para la Confederación, terminó cuando las tropas de Price fueron derrotadas en la batalla de Westport en octubre.

### Rendición
El 2 de junio de 1865, después de que todos los demás ejércitos confederados importantes en el campo al este se rindieron, Kirby Smith rindió oficialmente su mando en Galveston, Texas. El 23 de junio, Stand Watie, que comandaba las tropas del sur en el territorio indio, se convirtió en el último general confederado en rendirse.